# Film-Palast Malchow
Der Film-Palast Malchow wurde 1957 eröffnet und bis 1991 als Kino und vielseitiger Veranstaltungsort genutzt. Seit 1999 befindet sich das DDR-Alltagsmuseum mit seinen Ausstellungen in dem Gebäude.

## Geschichte
Im Jahr 1954 beschloss der Rat der Stadt Malchow den Bau des Film-Palastes. Im Dezember desselben Jahres wurde der Baubeginn durch den VEB (K) Bau Waren im Folgejahr angekündigt. Verantwortlicher Architekt war Heinrich Handorf. Am 14. Dezember 1957 wurde der Film-Palast eröffnet. Ehrengast zur Eröffnung war Sieghard Dittner, welcher ein Wandbild in der Empfangshalle angefertigt hatte.
Im Mai 1981 eröffnete der Filmpalast nach umfangreichen Renovierungsarbeiten, bei denen die Elektrik und Lampen, Saalwandbespannung und Stuhlpolster sowie die Wand- und Deckenfarben erneuert wurden. In den 1980er Jahren wurde der Kulturraum im Kino in ein Programmkino umgewandelt. Hier traf sich auch der „Malchow Kinoclub“.
Neben der Nutzung als Kino wurde das Gebäude für eine Vielzahl von anderen Veranstaltungen genutzt:
- Trauungen
- Namensgebungen
- Einschulungen
- Jugendweihen
- Theateraufführungen
- Konzerte
- Kinderveranstaltungen
- Malchower Farbfototage
- Filmfeste

1992 wurde das Kino geschlossen und das Gebäude an einen neuen Eigentümer verkauft. 1993 sollte dem Gebäude nach dessen Rückbau ein Wohn- und Geschäftshaus folgen. Nach Protesten durch Malchower Bürgerinnen und Bürger ging das Gebäude 1996 wieder in den Besitz der Stadt Malchow über und wurde saniert. Am 7. Oktober 1999 eröffnete die erste Ausstellung des DDR-Museums im Film-Palast Malchow.